# Geodorum recurvum
Geodorum recurvum är en orkidéart som först beskrevs av William Roxburgh, och fick sitt nu gällande namn av Arthur Hugh Garfit Alston. Geodorum recurvum ingår i släktet Geodorum och familjen orkidéer. Inga underarter finns listade i Catalogue of Life.